# Universitas Borneo Tarakan
Universitas Borneo Tarakan – indonezyjski uniwersytet państwowy w mieście Tarakan (prowincja Borneo Północne). Został założony w 1999 roku jako uczelnia niepubliczna.

## Wydziały
- Fakultas Ekonomi
- Fakultas Hukum
- Fakultas Ilmu Kesehatan
- Fakultas Keguruan dan Ilmu Pendidikan
- Fakultas Perikanan dan Ilmu Kelautan
- Fakultas Pertanian
- Fakultas Teknik

Źródło: